# Sofie Kruuse
Sofie Kruuse (6. oktober 1976) er en dansk danser, som er kendt fra Vild med dans. Hun er tidligere danmarksmester i latindans.

## Vild med dans
I sin første sæson af Vild med dans dansede hun med fodboldlegenden Allan Simonsen, og fik en tredjeplads. Parret fik en del medieomtale, fordi mange mente af Allan Simonsen udelukkende røg videre på grund af kultstatus, og ikke hans evner som danser. 
I den efterfølgende sæson af programmet, dansede hun med elitegymnasten Helge Vammen, hvor parret endte på en 6. plads. 
I sin tredje sæson af Vild med dans, dannede hun par med pizzakongen Gorm Wisweh, med hvem hun endte på en 9. plads.
I sæson 14 af programmet deltog hun med skuespilleren Lucas Hansen, med hvem hun kom ind på en 10. plads. I sæson 15 dansede hun med håndboldspilleren Lars Christiansen.

## Privat
Kruuse er gift med René Brix og parret har børn sammen. 